# Jenny Door

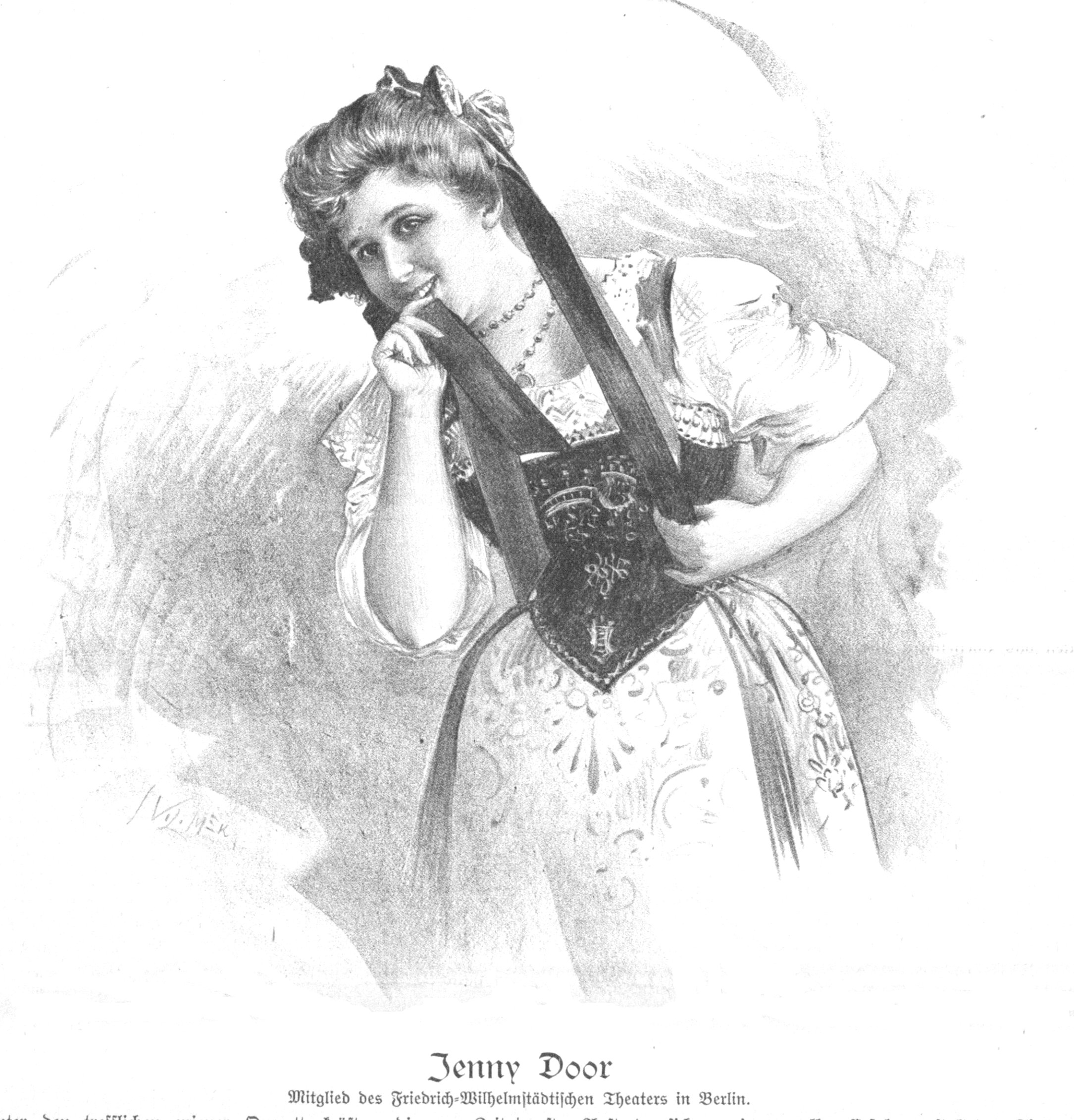
Jenny Door im Jahre 1900

Jenny Door (20. März 1879 in Wien – nach 1902) war eine österreichische Theaterschauspielerin und Sängerin.

## Leben
Door, die Tochter des bekannten Professors Anton Door nahm Unterricht bei Aurelia Jaeger-Wlczek und bei Rosa Bromeisl und erhielt ihre dramatische Ausbildung von August Stoll.
Ihr erstes Engagement fand sie am Friedrich Wilhelmstädtischen Theater in Berlin, wo sie bis 1900 als „Fabia“ im Tugendring debütierte und in dieser wie auch in der folgenden Rolle der „Fürstin“ im Damenschneider entschiedenen Erfolg erzielt.
Die junge Künstlerin gefiel durch ihre Natürlichkeit, ihre silberhell, mühelos angebende, gutgeschulte Stimme, durch ihre ganz eigene Grazie in Bewegung und Spiel und ihrer hohe, anmutige Bühnenerscheinung. Trotz ihrer Jugend füllte sie bereits das Fach der ersten Operettensängerin bestens aus.